# Micrabraxas rotundata
Micrabraxas rotundata är en fjärilsart som beskrevs av Inoue 1982. Micrabraxas rotundata ingår i släktet Micrabraxas och familjen mätare. Inga underarter finns listade i Catalogue of Life.